# Steve Turre

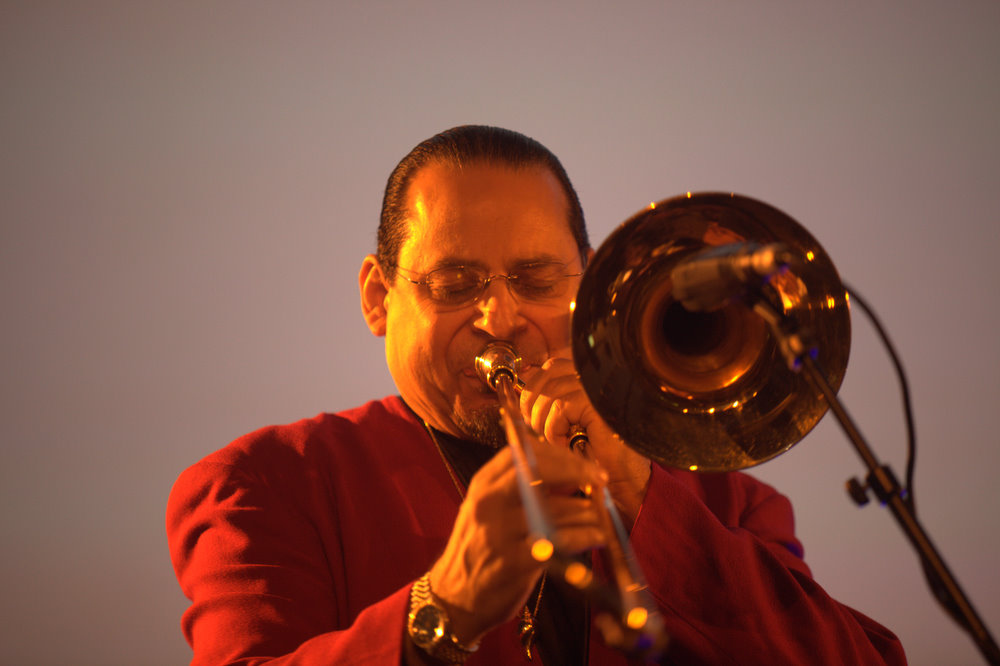
Steve Turre en 2010

Steve Turre, né Stephen Johnson Turre, le 12 septembre 1948, est un tromboniste de jazz américain, né à Omaha (Nebraska), connu pour son utilisation de la conque et d'autres coquillages, dont il est un des pionniers dans leurs utilisations dans les musiques occidentales.
Il joue fréquemment avec des orchestres de composition d'Amérique centrale et Caraïbes.